# Gruppo Sportivo S.T.E.F.E.R. Roma
Il Gruppo Sportivo S.T.E.F.E.R. Roma, nota semplicemente come S.T.E.F.E.R. Roma, è stata una società calcistica italiana con sede nella città di Roma.
È stata una storica compagine nel panorama del calcio dilettantistico laziale.

## Storia

STEFER 1967-68, Campionato Promozione, vincitrice della Coppa Italia Dilettanti.

La squadra nero-azzurra doveva il proprio nome alla STEFER (acronimo di "Società delle Tramvie E Ferrovie Elettriche di Roma"), una società che gestiva il trasporto pubblico romano. La data di fondazione andrebbe accertata, ma prima del 1942 non ne risulta traccia nell'archivio del quotidiano sportivo Il Littoriale. Nella stagione 1942-1943 prese parte al campionato della Sezione Propaganda FIGC. Nella stagione 1943-1944 vinse il campionato romano di Prima Divisione. All'inizio della stagione 1944-1945 mancò la promozione nel campionato romano di Divisione Nazionale classificandosi al secondo posto nel girone di qualificazione, di conseguenza si dovette rassegnare a disputare il cosiddetto "campionato di qualificazione" (una sorta di campionato misto di Prima-Seconda Divisione) che fu vinto dal Trionfale (la STEFER si classificò al secondo posto a pari merito con il Rinascimento).
Nei primissimi anni del dopoguerra disputò due campionati consecutivi di Serie C, in quello che sarà il più alto livello mai raggiunto dalla squadra romana.
Fra il 1952 e il 1972 la S.T.E.F.E.R. collezionò venti stagioni nella massima categoria regionale, sfiorando in più occasioni la promozione piazzandosi per nove volte fra le prime tre classificate nel girone; il ritorno in Serie D durò due campionati. Nel 1980 il club non s'iscrisse al torneo di competenza e scomparve dal panorama calcistico nazionale.
Uno dei maggiori successi della squadra romana fu la vittoria della Coppa Italia Dilettanti 1967-1968 in cui sconfisse in finale per tre reti a zero il Sora. In virtù di questo successo, partecipò alla prima edizione della Coppa Ottorino Barassi, dalla quale, dopo un doppio pareggio con il Leytonstone, ne uscì sconfitta per via della regola dei gol fuori casa.
Nel 1976 la società fu assorbita dall'ACOTRAL, cambiando denominazione in A.CO.TRA.L..

## Palmarès

### Competizioni nazionali
- Coppa Italia Dilettanti: 1

1967-1968

### Competizioni regionali
- Prima Divisione: 2

1945-1946 (girone B), 1951-1952 (girone B)
- Promozione: 1

1971-1972 (girone A laziale)
- Prima Categoria: 1

1959-1960 (girone B)

### Altri piazzamenti
- Campionato Nazionale Dilettanti:

Secondo posto: 1957-1958 (girone B)
- Promozione:

Secondo posto: 1970-1971 (girone B)
- Coppa Ottorino Barassi:

Finalista: 1968